# Mission Radowitz
La mission Radowitz désigne l'affectation du diplomate allemand Joseph Maria von Radowitz à Saint-Pétersbourg au début de 1875 comme Envoyé en mission extraordinaire.

## Histoire

### Occasion
La raison officielle de la venue de Joseph Maria von Radowitz est la maladie depuis plusieurs mois de l'ambassadeur allemand à Saint-Pétersbourg, Henri VII Reuss de Köstritz, qui doit partir à Amsterdam pour une cure. Son représentant est le chargé d'affaires Friedrich Johann von Alvensleben, qui, selon le chancelier Otto von Bismarck, n'est pas à la hauteur de sa tâche. Alvensleben n'a pas soutenu suffisamment la position allemande vis-à-vis du chancelier russe, Alexandre Gortchakov et s'est même laissé abuser par Gortchakov pour avoir envoyé à Berlin des critiques acerbes de la politique de Bismarck. Cependant, selon les pratiques diplomatiques, cela eût été la tâche de l'ambassadeur de Russie à Berlin.

### Situation politique
Contrairement à la Confédération germanique, l'Allemagne s'est unifiée sans l'accord du Concert européen. Il n'y a donc pas de garantie des grandes puissances européennes pour son existence, dont l'Alsace-Lorraine annexée. L'Empire allemand craint les demandes de revanche de la France. Dans cette situation, Bismarck s'efforce de maintenir en permanence l'Allemagne dans une alliance avec la Russie et l'Autriche-Hongrie. Toute approche de l'un de ces alliés en France est considérée comme un grand danger. Par conséquent, Berlin considère critique la politique francophile du chancelier russe Gortchakov.
En 1874-1875, il y a le danger d'encerclement de l'Allemagne par un rapprochement entre la Russie et la France et par une éventuelle fusion des puissances catholiques Autriche-Hongrie, Italie et France avec le Vatican. Il y a aussi des protestations anti-allemandes et des menaces du côté catholique en Belgique et en Pologne occupée par les Russes, où la condamnation du Kulturkampf coïncide avec d'autres revendications politiques comme le retour de l'Alsace-Lorraine. Il paraît peu probable que la Russie, qui depuis 1871 s'est rapprochée du Vatican, condamne la politique allemande contre le catholicisme.
La Russie traite l'Allemagne, comme autrefois la Prusse, comme un partenaire enfant. Bismarck aspire à un statut égal en ce qui concerne le renforcement du rôle du Royaume-Uni vis-à-vis de la Russie. Pour le soutien allemand aux intérêts russes, il exige la réciprocité.

### Raison de la mission
Entre le 24 et le 26 janvier 1875, Bismarck décide d'augmenter la voix de l'Allemagne à Saint-Pétersbourg en envoyant un diplomate. Le 3 mars, le chancelier décrit sa mission à Radowitz, qui doit cultiver de bonnes relations avec la Russie et développer un « accord sincère » avec Gortchakov, même s'il le complique. Selon les mémoires de Radowitz, Bismarck ne donné que des instructions générales sans les relier à un mandat politique spécial.
La presse ne se montre pas dupe. La mission est justifiée par la nécessité de ne pas compromettre la récupération du prince Reuss et la familiarité de Radowitz avec les conditions de l'Orient.

### Déroulement de la mission
Au premier jour après son arrivée, le 6 février 1875, Radowitz s'entretient avec Gortchakov et son directeur du département Asie, Stremukov. Radowitz exige davantage de respect de la part du chancelier russe pour la nature des relations politiques bilatérales et interdit les piques personnels contre Bismarck. Lors de l'audience avec le tsar le 8 février 1875, l'ambassadeur rejette la question des instructions spéciales et résumé le souhait général de l'empereur allemand Guillaume pour une compréhension étroite des deux États en matière de politique étrangère.
Après une longue conversation sur divers sujets de politique étrangère, le tsar et Radowitz expriment leur satisfaction à l'égard de l'entrevue. Au cours de discussions ultérieures, en particulier avec Stremukov, des discussions ont lieu au cours desquelles les représentants diplomatiques de Berlin et de Saint-Pétersbourg agissent l'un contre l'autre sur les questions balkaniques. Radowitz fait campagne pour que les représentants mutuels agissent en accord étroit, surtout en Orient. Il a un tel succès à cet égard que les missions diplomatiques russes à l'étranger et les missions consulaires dans l'Orient de Gortchakov reçoivent une circulaire dans laquelle sont soulignés les bonnes relations, notamment avec l'Allemagne et l'Autriche-Hongrie. En cas de divergences, on demande aux destinataires de ne pas les décharger eux-mêmes mais de faire rapport à leurs gouvernements.
Le 17 février, Alvensleben commence un séjour de plusieurs semaines. Radowitz mène des affaires diplomatiques normales pendant son séjour. Le 11 mars, le prince Reuss retourne à Saint-Pétersbourg et reprend la direction de l'ambassade. La mission de Radowitz est terminée, et il doit dire au revoir au tsar. Cependant, comme il n'a pas de rendez-vous en temps opportun, il accepte une invitation à Moscou. Le 18 mars, l'audience d'adieu a lieu. Cependant, il ne peut pas partir immédiatement puisqu'il doit prendre des rapports du prince Reuss à Berlin. Celui-ci accompagne le tsar mais sur un voyage de chasse, et Radowitz ne peut donc quitter Saint-Pétersbourg que le 21 mars. Lorsqu'il arrive à Berlin, il rend compte verbalement à Bismarck et à l'empereur.

## Historiographie
Les représentants de la théorie d'une mission secrète s'accordent pour dire que la Russie rejette l'offre allemande et que l'initiative de Bismarck est un échec.

### Source, notes et références
- (de) Cet article est partiellement ou en totalité issu de l’article de Wikipédia en allemand intitulé « Mission Radowitz » (voir la liste des auteurs).